# ドクタープログラム
ドクタープログラム株式会社（英称：Dr.Program Co., Ltd. ）は、かつて存在した基礎化粧品トリニティーラインの開発・製造及び販売を行う化粧品メーカーある。
2005年からキョーリン製薬グループの一員だったが、2017年4月からは大正製薬の子会社に移行し、2022年4月に大正製薬へ吸収合併された。

## 沿革
- 2001年（平成13年）3月 - ドクタープログラム株式会社を東京都渋谷区に設立。
- 2002年（平成14年）1月 - 本社を東京都港区に移転（その後、同じエリア内で2003年8月と2006年5月に2度本社を移転）。
- 2002年（平成14年）4月 - オリジナル製品トリニティーラインシリーズの発売を開始。
- 2005年（平成17年）6月 - 株式取得により、杏林製薬株式会社の完全子会社となる。
- 2006年（平成18年）10月 - 会社分割によるグループ内再編に伴い、親会社が杏林製薬株式会社から同社の親会社である株式会社キョーリン（現・キョーリン製薬ホールディングス株式会社）に変更。
- 2007年（平成19年）5月 - 大阪支店開設。
- 2007年（平成19年）9月 - 台湾支店開設し、台湾にて製品発売開始。
- 2009年（平成21年）2月 - 香港にて製品発売開始。
- 2012年（平成24年）9月　- 本社を東京都新宿区に移転。
- 2013年（平成25年）4月 - 総合研究所が杏林製薬株式会社の開発研究所と統合し、「キョーリン製薬 スキンケア研究所」に改称。
- 2016年（平成28年）1月　- 本社を東京都渋谷区に移転。
- 2017年（平成29年）4月 - 株式譲渡により、大正製薬株式会社の完全子会社となる。
- 2019年（令和元年）10月 - 当社の通販サイトを親会社の大正製薬が運営するビューティ通販サイト「TAISHO BEAUTY ONLINE」へ統合[2]。
- 2022年（令和4年）4月 - 大正製薬へ吸収合併し解散。「トリニティーライン」は大正製薬の製品となる。

## 主な商品
商品性質ごとにラインアップされている。
- ベーシックケア
- ホワイトニングケア
- スペシャルケア
- エイジングケア
- ベースメイク
- サプリメント